# Witalij Stain
Witalij Iwanowicz Stain (ros. Виталий Иванович Стаин; ur. 2, 3 lub 10 lutego 1937 w Nowosybirsku) – radziecki hokeista, reprezentant ZSRR, rosyjski trener hokejowy.

## Kariera zawodnicza
- Dinamo Nowosybirsk (1955-1960)
- Dinamo Moskwa (1960-1965)
- Sibir Nowosybirsk (1965-1967)

Podczas kariery zawodniczej był wieloletnim zawodnik macierzystego klubu z Nowosybirska (działającego pod nazwą Dinamo, od 1962 jako Sibir). Występował także przez pięć sezonów w barwach Dinama Moskwa. W tym czasie był powoływany do drugiej (rezerwowej) reprezentacji ZSRR.

## Kariera trenerska
- Sibir Nowosybirsk (1965-1971)
- Torpedo Jarosław (1971-1973)
- Podhale Nowy Targ (1974-1976)
- Dinamo Mińsk (1976-1981)
- Sibir Nowosybirsk (1981-1986)
- SK Urickogo Kazań (1987-1988)
- Crvena zvezda Belgrad (1989-1993)
- Sibir Nowosybirsk (1998-1999)
- Motor Barnauł (2000-2001)
- Vojvodina Nowy Sad (2004-2007)
- Reprezentacja Serbii i Czarnogóry (2006)

Po zakończeniu kariery zawodniczej został trenerem hokejowym. Pracował kilkakrotnie z macierzystym zespołem Sibira Nowosybirsk, a także trenował inne zespoły w ZSRR, w tym Dinamo Mińsk. Od 1974 do 1976 prowadził polski zespół Podhale Nowy Targ. Pod koniec lat 80. podjął pracę z jugosłowiańskim zespołem Crvena zvezda z Belgradu. Od 2004 był trenerem serbskiego zespołu Vojvodina Nowy Sad. Jako selekcjoner prowadził także reprezentację Serbii i Czarnogóry podczas turnieju mistrzostw świata 2006 (Dywizja IIA).

## Sukcesy
Zawodnicze
- Srebrny medal mistrzostw ZSRR: 1962, 1963, 1964 z Dinamem Moskwa
- Puchar Ahearne: 1964 z ZSRR II

Szkoleniowe
- Złoty medal mistrzostw Polski: 1975, 1976 z Podhalem Nowy Targ
- Złoty medal Wysszaja Liga: 1980 z Dinamem Mińsk, 1983 z Sibirem Nowosybirsk, 1988 z Urickogo Kazań
- Złoty medal mistrzostw Serbii: 1992, 1993 z Crveną zvezdą Belgrad
- Puchar Serbii: 1992 z Crveną zvezdą Belgrad
- Srebrny medal mistrzostw Serbii: 2005, 2007 z Vojvodiną Nowy Sad
- Złoty medal Panońskiej Ligi: 2009 z Vojvodiną Nowy Sad

Wyróżnienia
- Zasłużony Mistrz Sportu ZSRR (1962)
- Zasłużony Trener Białoruskiej SRR (1979)